# Electra (Giraudoux)

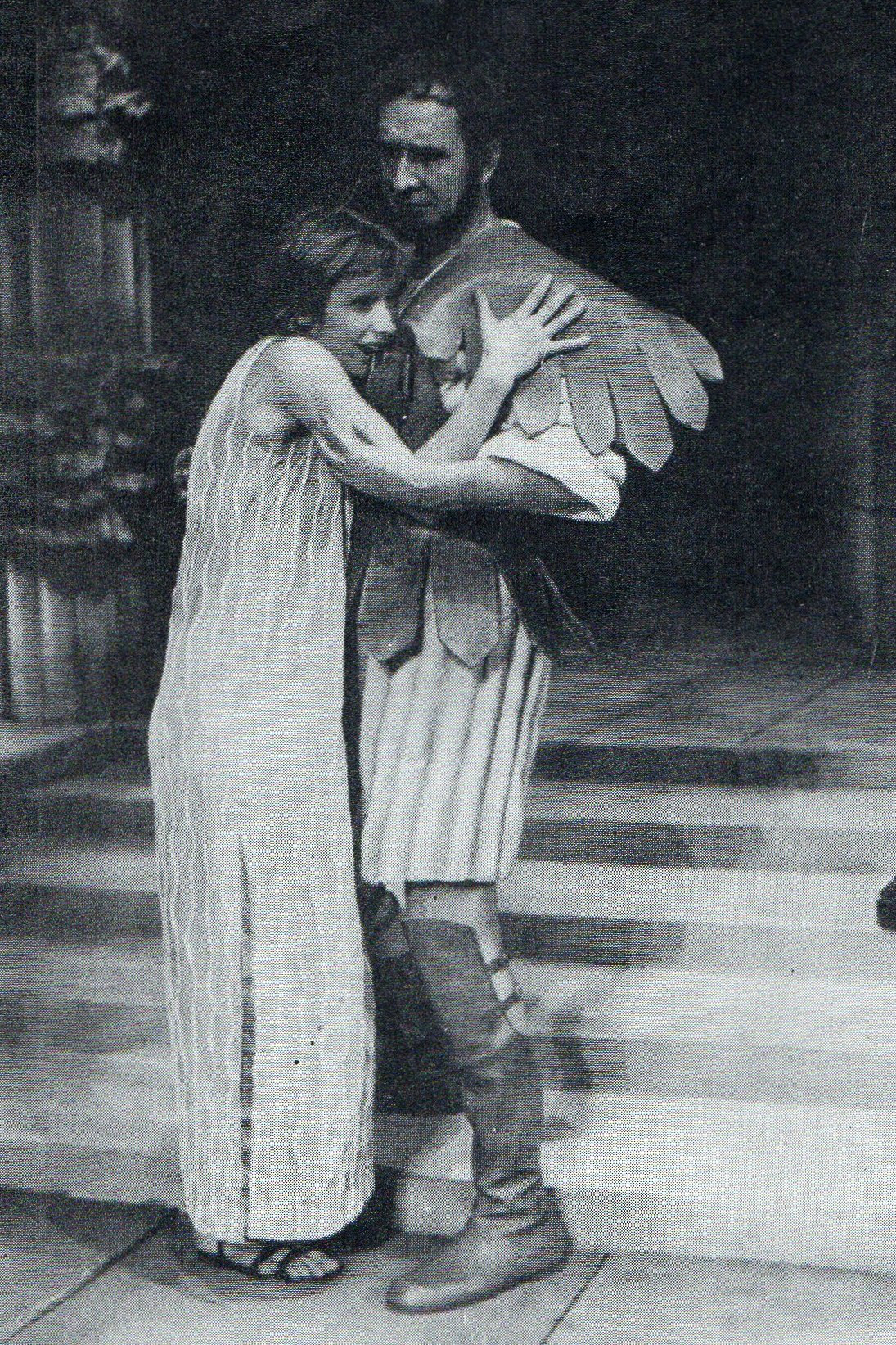
Escena de la obrą de teatro Electra del dramaturgo francés Jean Giraudoux, montada en Varsovia, Polonia (1973). En la imagen Jadwiga Jankowska-Cieślak como Electra y Andrzej Szczepkowski como Egisto,

Electra es una obra de teatro del dramaturgo francés Jean Giraudoux, estrenada en 1937.

## Argumento
Agamenón, rey de Argos, había sacrificado su hija Ifigenia a los dioses. En venganza, su esposa, Clitemnestra, ayudada por su amante, Egisto, lo asesinó a su regreso de la guerra de Troya. Orestes, el hijo fue desterrado, pero a la segunda hija, Electra, se le permitió permanecer y pretenden casarla con el jardinero.
Electra se revela y, con la ayuda de su dócil hermano Orestes, que ha vuelto del destierro, emprende la búsqueda del asesino de su padre, mientras manifiesta un odio implacable hacia su madre. Finalmente, tanto Electra como Orestes terminan destruidos por la maldición que persigue a la casa de Atreo.

## Representaciones destacadas
- Théâtre de l'Athénée, París, 13 de mayo de 1937. Estreno.
  - Intérpretes: Gabrielle Dorziat (Clytemnestre) , Madeleine Ozeray (Agathe) , Raymone (la femme Narsès) , Marthe Herlin (Euménide) , Monique Mélinand (Euménide) , Denise Pezzani (Euménide) , Véra Pharès (Petite Euménide) , Nicole Munié-Berny (Petite Euménide) , Clairette Fournier (Petite Euménide) , Louis Jouvet (le mendiant) , Pierre Renoir (Égisthe) , Romain Bouquet (le Président) , Paul Cambo (Oreste) , Alfred Adam (le jardinier) , Jean Deninx (le jeune homme) , Robert Bogar (le Capitaine) , Maurice Castel (le garçon d'honneur) , Julien Barrot (majordome) , René Belloc (majordome) , André Moreau (un mendiant).

- Henry Street Playhouse, Off-Broadway, Nueva York, 1954.
  - Intérpretes:: Sylvia Burnel, Tom Troupe, Carolyn Coates, Sylvia Gassel, James Noble, Patricia Goldstein.

- Festival de Teatro Clásico de Mérida, 1997.
  - Adaptación: Fermín Cabal.
  - Escenografía: José Manuel Castanheira.
  - Dirección: Eugenio Amaya.
  - Intérpretes: María Luisa Borruel, José Vicente Moirón, Memé Tabares.